# Futbol'nyj Klub Livyj Bereh
Il Futbol'nyj Klub Livyj Bereh (in ucraino Футбольний клуб «Лівий берег» Київ?), noto semplicemente come FC Livyj Bereh, è una società di calcio di Kiev, in Ucraina che attualmente gioca nella Perša Liha.

## Storia
La squadra è stata fondata a Kiev nel 2017 e nel 2021 è stata accettata nella Druha Liha, la terza serie del campionato ucraino. Nell'estate 2023 viene inclusa nella Perša Liha e nel 2024 viene promossa alla Prem"jer-liha, la massima serie del campionato ucraino. Nell'estate 2024, a seguito di questa promozione la squadra, ha firmato alcuni giocatori importanti come Vladyslav Šapoval.

## Stadio
La squadra gioca all'Arena Livyj Bereh, di capienza da 5000 posti, situato a Kiev.

## Rosa 2024-2025
Aggiornato al 28 Febbraio 2025
| N. |                    | Ruolo | Calciatore               |
| -- | ------------------ | ----- | ------------------------ |
| 1  | Ucraina (bandiera) | P     | Maksym Mekhaniv          |
| 2  | Ucraina (bandiera) | D     | Oleg Sokolov             |
| 4  | Ucraina (bandiera) | D     | Volodymyr Shvets         |
| 5  | Ucraina (bandiera) | D     | Valeriy Samar            |
| 6  | Brasile (bandiera) | D     | Sidnney                  |
| 7  | Ucraina (bandiera) | A     | Dmytro Šastal            |
| 8  | Brasile (bandiera) | C     | Diego Henrique           |
| 9  | Ucraina (bandiera) | A     | Bohdan Kobzar            |
| 10 | Ucraina (bandiera) | A     | Andriy Riznyk            |
| 11 | Ucraina (bandiera) | A     | Vladyslav Voytsekhovskyi |
| 17 | Ucraina (bandiera) | C     | Ivan Kohut               |
| 18 | Ucraina (bandiera) | D     | Ruslan Dedukh            |
| 19 | Ucraina (bandiera) | C     | Mykola Kohut             |

| N. |                    | Ruolo | Calciatore           |
| -- | ------------------ | ----- | -------------------- |
| 21 | Ucraina (bandiera) | A     | Danyil Sukhoruchko   |
| 22 | Ucraina (bandiera) | D     | Vladyslav Šapoval    |
| 23 | Ucraina (bandiera) | P     | Illya Karavashchenko |
| 25 | Ucraina (bandiera) | C     | Serhiy Kosovskyi     |
| 26 | Ucraina (bandiera) | C     | Taras Halas          |
| 27 | Ucraina (bandiera) | D     | Ernest Astakhov      |
| 29 | Ucraina (bandiera) | C     | Klim Prykhodko       |
| 44 | Ucraina (bandiera) | C     | Yevhen Banada        |
| 50 | Ucraina (bandiera) | D     | Dmytro Semenov       |
| 79 | Ucraina (bandiera) | C     | Maksym Serdyuk       |
| 96 | Ucraina (bandiera) | A     | Oleg Synytsya        |
| 97 | Ucraina (bandiera) | D     | Andrij Jakymiv       |

## Rosa 2023-2024
Aggiornato al 10 Febbraio 2024
| N. |                    | Ruolo | Calciatore               |
| -- | ------------------ | ----- | ------------------------ |
| 3  | Ucraina (bandiera) | D     | Oleksandr Dudarenko      |
| 4  | Ucraina (bandiera) | D     | Volodymyr Shvets         |
| 5  | Ucraina (bandiera) | D     | Valeriy Samar            |
| 6  | Brasile (bandiera) | D     | Sidnney                  |
| 8  | Ucraina (bandiera) | A     | Oleksiy Lytovchenko      |
| 10 | Ucraina (bandiera) | A     | Maksym Kulish            |
| 11 | Ucraina (bandiera) | A     | Vladyslav Voytsekhovskyi |
| 14 | Ucraina (bandiera) | D     | Andriy Spivakov          |
| 17 | Ucraina (bandiera) | D     | Ivan Kohut               |
| 18 | Ucraina (bandiera) | D     | Ruslan Dedukh            |
| 21 | Ucraina (bandiera) | D     | Danyil Sukhoruchko       |

| N. |                    | Ruolo | Calciatore               |
| -- | ------------------ | ----- | ------------------------ |
| 23 | Ucraina (bandiera) | D     | Arsen Slotyuk            |
| 27 | Ucraina (bandiera) | D     | Ernest Astakhov          |
| 28 | Ucraina (bandiera) | A     | Ivan Petrenko            |
| 31 | Ucraina (bandiera) | P     | Vadym Stashkiv           |
| 44 | Ucraina (bandiera) | D     | Roman Andrieshyn         |
| 71 | Ucraina (bandiera) | P     | Oleksandr Chernyatynskyi |
| 79 | Ucraina (bandiera) | D     | Maksym Serdyuk           |
| 96 | Ucraina (bandiera) | A     | Oleg Synytsya            |
| 97 | Ucraina (bandiera) | D     | Andrij Jakymiv           |
|    | Ucraina (bandiera) | C     | Mar"jan Mysyk            |